# 이희영 (소설가)
이희영(1977~)은 대한민국의 작가로 단편소설 「사람이 살고 있습니다」로 2013년 제1회 김승옥문학상 신인상 대상을 수상하며 본격적인 작품 활동을 시작했으며, 2018년 『페인트』로 제12회 창비청소년문학상을 수상했고, 같은 해 『너는 누구니』로 제 1회 브릿G 로맨스 스릴러 공모전 대상을 수상했다. 이외 지은 책으로 장편소설 『썸머썸머 베케이션』, 『보통의 노을』 등이 있다. 그 밖에 제10우수상 등을 수상하며 문학적 역량을 인정받았다.